# Zahodni breg
Zahodni breg (arabsko الضفة الغربية, latinizirano: ad-Diffa al-Gharbija, hebrejsko הַגָּדָה הַמַּעֲרָבִית, latinizirano: HaGada HaMa'aravit) je naziv za 5655 km2 veliko ozemlje, ki leži med desnim (zahodnim) bregom reke Jordan, Mrtvim morjem in »zeleno črto«, izraelsko-jordansko razmejitveno linijo iz leta 1949. Število prebivalcev je ocenjeno na 3,1 milijona, večinoma Palestincev, vendar tudi okoli 700 000 izraelskih naseljencev.
Ozemlje se je na geopolitičnem zemljevidu izpostavilo po letu 1948 kot del nekdanje britanske Palestine, ki ga je med arabsko-izraelsko vojno okupirala in priključila Jordanija. V šestdnevni vojni leta 1967 ga je zasedel Izrael. Jordanija se je ozemeljskim zahtevam dokončno odrekla julija 1988.
Danes je Zahodni breg večje izmed ozemelj, ki si ju lasti mednarodno delno priznana država Palestina (drugo je Gaza). V praksi je ozemlje po sporazumih iz Osla, ki sta jih v 90. letih podpisala Palestinska osvobodilna organizacija in Izrael, razdeljeno na tri upravna območja z različnimi stopnjami palestinske avtonomije:
- območje A, nad katerim ima popolno oblast Palestinska uprava; obsega palestinska mesta Nablus, Dženin, Tulkarm, Kalkilja, Ramala, Betlehem, Jeriho in 80 odstotkov Hebrona skupaj z okolico;
- območje B, v katerem ima Palestinska uprava civilno oblast, varnostne službe pa so mešane izraelsko-palestinske;
- območje C, ki je civilno in varnostno pod izraelskim nadzorom.

Območji A in B tvorita množico enklav znotraj neprekinjenega območja C. Na slednjem izraelska vlada kljub nezakonitosti po mednarodnem pravu vzpostavlja judovske naselbine, prav tako na tem ozemlju za prebivalstvo različnih narodnosti veljata različni zakonodaji, zaradi česar nekateri obtožujejo Izrael izvajanja aparthajda. Oselski sporazumi so predvidevali, da bo območje C sčasoma prešlo pod palestinsko upravo, vendar se to ni nikoli zgodilo.
Meddržavno sodišče, varnostni svet in generalna skupščina Združenih narodov od leta 1967 smatrajo Zahodni breg za ozemlje pod izraelsko okupacijo. Izraelska vlada in njeni somišljeniki temu oporekajo in uporabljajo oznako »sporna ozemlja«. Izraelska civilna uprava ozemlje Zahodnega brega imenuje »Judeja in Samarija«. 
K Zahodnemu bregu se običajno prišteva del Jeruzalema, znan kot Vzhodni Jeruzalem. Država Palestina je Vzhodni Jeruzalem razglasila za svojo de jure prestolnico, v praksi pa je celotno mesto pod nadzorom Izraela, ki ga je za razliko od preostanka Zahodnega brega tudi formalno anektiral. Mednarodna skupnost ozemeljskih zahtev ene in druge strani večinoma ne priznava.